# Magnus Olin
Magnus Olin es un deportista sueco que compitió en vela en la clase Finn.
Ganó dos medallas en el Campeonato Mundial de Finn, plata en 1973 y oro en 1975, y dos medallas en el Campeonato Europeo de Finn, plata en 1971 y bronce en 1972.

## Palmarés internacional
| Campeonato Mundial | Campeonato Mundial       | Campeonato Mundial | Campeonato Mundial |
| Año                | Lugar                    | Medalla            | Clase              |
| ------------------ | ------------------------ | ------------------ | ------------------ |
| 1973               | Brest (Francia)          | Medalla de plata   | Finn               |
| 1975               | Malmö (Suecia)           | Medalla de oro     | Finn               |
| Campeonato Europeo |                          |                    |                    |
| Año                | Lugar                    | Medalla            | Clase              |
| 1971               | Atenas (Grecia)          | Medalla de plata   | Finn               |
| 1972               | Medemblik (Países Bajos) | Medalla de bronce  | Finn               |